# GSN
GSN（ゲーム・ショー・ネットワーク）は、アメリカのゲーム番組専門チャンネル。

## 概要
1994年12月1日に開局。現在はソニー・ピクチャーズ テレビジョンが所有している。2004年3月15日からは「GSN」という略称を公式に使い始め、「ゲームのためのネットワーク（The Network for Games）」をキャッチコピーに掲げた。
オリジナル番組を中心に放送しているが、過去に放送された懐かしのクイズ番組も放送している。

## 主な番組
マーク・グッドサンとビル・トッドマン（現在はフリーマントルメディアが所有）が制作にかかわった番組をはじめ、『マッチ・ゲーム』『Family Feud』『Card Sharks』『Trivia Trap』『Now You See It』『Double Dare』『Body Language』『Blockbusters』などの番組が放送されている。
また、ソニー・ピクチャーズ テレビジョンが製作した『ジョパディ!』、『ホイール・オブ・フォーチュン』のアーカイブ、『フー・ウォンツ・トゥ・ビー・ア・ミリオネア』（ABC版）なども放送されている。